# 랜덤 다이스
《랜덤 다이스》는 111%에서 개발한 모바일 게임이다. 2019년 8월 28일에 서비스가 시작되었다. 원래 출시명은 로얄 다이스였지만, 2019년 12월 18일 랜덤 다이스 라는 명칭으로 바뀌게 되었다. 저스 다이스에서 유래된 게임이다.